# MidnightBSD
MidnightBSD是一個衍生自FreeBSD 6.1的桌面操作系统。与大多衍生自BSD的操作系统不同，它关注于系统的易用性。它大量借鑒了NEXTSTEP的图形用户界面。

## 歷史與開發
MidnightBSD在2005年作為一個FreeBSD的衍生版本。該專案的創始人，Lucas Holt，希望創造一個衍生自BSD的桌面作業系統。他對許多LiveCD專案相當熟悉，但並沒有參與PC-BSD或是DesktopBSD的開發。同時，他也對GNUstep很有興趣。這兩個構想合併成為了一個創造易於使用的桌面環境。
MidnightBSD 0.1在Lucas Holt、Caryn Holt、D. Adam Karim、Phil Pereira、Christian Reinhardt等開發者的努力下釋出。這個版本以一個修改過的FreeBSD ports系統為特色。ports系統演變為"mports"，包含了安裝前生成軟體包、授權標籤、軟體包列表生成的嚴謹規則及目標以外的檔案修改等功能。許多的這些功能都在MidnightBSD 0.1.1引入。
Christian Reinhardt在MidnightBSD 0.1釋出前取代Phil Pereira成為"mports"的領導維護者。D. Adam Karim在第一個版本中擔任安全管理員。但所有的釋出工程均由Lucas Holt處理。
0.2版本引入了一個重新打造的mports系統及超過2000個軟體包。在i386架構上除了GCC以外，也加入了可移植C編譯器。其他變更包括了在啟動時啟用ipfw及音效卡偵測，包含Bind、GCC、OpenSSH、Sendmail等許多軟體的新版本，也有了一個Live CD生成系統。
在 2021 年，MidnightBSD 已经将桌面环境由 GNUstep 更换为了 Xfce，开发人员称这将会使系统集成工作容易许多，但原有的 GNUstep 套件依然会被维护。

## 名稱由來
MidnightBSD是以Lucas與Caryn Holt的貓，Midnight，的名字來命名。Midnight是一隻十磅的黑色土耳其安哥拉貓。

## 授權條款
MidnightBSD以多種授權條款授權。核心的代碼及大多數新編寫的代碼以2句版BSD许可证授權。也有使用GNU通用公共许可证、GNU宽通用公共许可证、ISC許可證、啤酒軟體，以及3句版或4句版BSD许可证的軟體。

## 外部連結
- MidnightBSD首頁* （页面存档备份，存于）
- Magus: The MidnightBSD build cluster （页面存档备份，存于）
- MidnightBSD開發者部落格